# Galatasaray Spor Kulübü 2025-2026
Questa voce raccoglie le informazioni riguardanti il Galatasaray Spor Kulübü nelle competizioni ufficiali della stagione 2025-2026.

## Maglie e sponsor
| Casa | Trasferta | Terza divisa |

Per la stagione 2025-2026 lo sponsor tecnico del Galatasaray è Puma,  mentre gli sponsor ufficiali sono i main sponsors Pasifik Holding (competizioni nazionali) e SOCAR (competizioni europee), gli sleeve sponsors Arkham Intelligence e Misli, e lo short sponsor Lydia Holding.

## Rosa
Rosa aggiornata al 9 agosto 2025. 
 In corsivo i calciatori ceduti durante la stagione in corso 
| N. |                      | Ruolo | Calciatore        |
| -- | -------------------- | ----- | ----------------- |
| 3  | Turchia (bandiera)   | D     | Metehan Baltacı   |
| 4  | Senegal (bandiera)   | D     | Ismail Jakobs     |
| 5  | Germania (bandiera)  | D     | Eyüp Aydın        |
| 6  | Colombia (bandiera)  | D     | Davinson Sánchez  |
| 7  | Ungheria (bandiera)  | A     | Roland Sallai     |
| 8  | Brasile (bandiera)   | C     | Gabriel Sara      |
| 9  | Argentina (bandiera) | A     | Mauro Icardi ()   |
| 10 | Germania (bandiera)  | A     | Leroy Sané        |
| 11 | Turchia (bandiera)   | A     | Yunus Akgün       |
| 12 | Turchia (bandiera)   | P     | Batuhan Şen       |
| 17 | Turchia (bandiera)   | C     | Evren Eren Elmalı |
| 18 | Turchia (bandiera)   | D     | Berkan Kutlu      |
| 19 | Turchia (bandiera)   | P     | Günay Güvenç      |
| 21 | Turchia (bandiera)   | A     | Ahmed Kutucu      |
| 22 | Italia (bandiera)    | A     | Nicolò Zaniolo    |
| 23 | Turchia (bandiera)   | D     | Kaan Ayhan        |
| 24 | Danimarca (bandiera) | D     | Elias Jelert      |

| N. |                      | Ruolo | Calciatore          |
| -- | -------------------- | ----- | ------------------- |
| 25 | Danimarca (bandiera) | D     | Victor Nelsson      |
| 26 | Colombia (bandiera)  | D     | Carlos Cuesta       |
| 27 | Germania (bandiera)  | D     | Derrick Köhn        |
| 30 | Austria (bandiera)   | A     | Yusuf Demir         |
| 33 | Turchia (bandiera)   | C     | Gökdeniz Gürpüz     |
| 34 | Uruguay (bandiera)   | C     | Lucas Torreira      |
| 42 | Turchia (bandiera)   | D     | Abdülkerim Bardakcı |
| 45 | Nigeria (bandiera)   | A     | Victor Osimhen      |
| 50 | Turchia (bandiera)   | P     | Jankat Yılmaz       |
| 53 | Turchia (bandiera)   | C     | Barış Alper Yılmaz  |
| 77 | Spagna (bandiera)    | A     | Álvaro Morata       |
| 83 | Turchia (bandiera)   | C     | Efe Akman           |
| 88 | Turchia (bandiera)   | D     | Kazımcan Karataş    |
| 99 | Gabon (bandiera)     | C     | Mario Lemina        |

## Calciomercato

### Sessione estiva
| Acquisti         | Acquisti              | Acquisti         | Acquisti                  |
| R.               | Nome                  | da               | Modalità                  |
| ---------------- | --------------------- | ---------------- | ------------------------- |
| A                | Victor Osimhen        | Napoli           | definitivo (75 milioni €) |
| D                | Ismail Jakobs         | Monaco           | definitivo (8 milioni €)  |
| D                | Przemysław Frankowski | Lens             | definitivo (7 milioni €)  |
| A                | Leroy Sané            | Bayern Monaco    | gratuito                  |
| Altre operazioni |                       |                  |                           |
| R.               | Nome                  | da               | Modalità                  |
| A                | Álvaro Morata         | Milan            | fine prestito             |
| A                | Nicolò Zaniolo        | Fiorentina       | fine prestito             |
| D                | Victor Nelsson        | Roma             | fine prestito             |
| D                | Derrick Köhn          | Werder Brema     | fine prestito             |
| D                | Kazımcan Karataş      | Orenburg         | fine prestito             |
| C                | Taylan Antalyalı      | Bodrumspor       | fine prestito             |
| D                | Mathias Ross          | Sparta Praga     | fine prestito             |
| C                | Siraçhan Nas          | Boluspor         | fine prestito             |
| A                | Eren Aydın            | Sarıyer          | fine prestito             |
| P                | Batuhan Şen           | Kocaelispor      | fine prestito             |
| A                | Halil Dervişoğlu      | Gaziantep        | fine prestito             |
| A                | Ali Efe Çördek        | Ankara Demir     | fine prestito             |
| D                | Baran Demiroğlu       | Fatih Karagümrük | fine prestito             |
| A                | Baran Aksaka          | Aksarayspor      | fine prestito             |

| Cessioni         | Cessioni              | Cessioni         | Cessioni                 |
| R.               | Nome                  | a                | Modalità                 |
| ---------------- | --------------------- | ---------------- | ------------------------ |
| D                | Derrick Köhn          | Union Berlino    | definitivo (4 milioni €) |
| C                | Kerem Demirbay        | Eyüpspor         | gratuito                 |
| P                | Fernando Muslera      | Estudiantes (LP) | gratuito                 |
| P                | Atakan Ordu           | Galata           | gratuito                 |
| A                | Baran Demiroğlu       | Sarıyer          | n.d.                     |
| D                | Przemysław Frankowski | Rennes           | prestito                 |
| A                | Halil Dervişoğlu      | Çaykur Rizespor  | prestito                 |
| A                | Dries Mertens         |                  | ritiro                   |
| C                | Taylan Antalyalı      |                  | svincolato               |
| D                | Mathias Ross          |                  | svincolato               |
| Altre operazioni |                       |                  |                          |
| R.               | Nome                  | da               | Modalità                 |
| A                | Victor Osimhen        | Napoli           | fine prestito            |
| D                | Przemysław Frankowski | Lens             | fine prestito            |
| D                | Ismail Jakobs         | Monaco           | fine prestito            |

### Sessione invernale
| Acquisti         | Acquisti         | Acquisti         | Acquisti         |
| R.               | Nome             | da               | Modalità         |
| Altre operazioni | Altre operazioni | Altre operazioni | Altre operazioni |
| R.               | Nome             | da               | Modalità         |
| ---------------- | ---------------- | ---------------- | ---------------- |

| Cessioni         | Cessioni         | Cessioni         | Cessioni         |
| R.               | Nome             | a                | Modalità         |
| Altre operazioni | Altre operazioni | Altre operazioni | Altre operazioni |
| R.               | Nome             | da               | Modalità         |
| ---------------- | ---------------- | ---------------- | ---------------- |

## Risultati

### Süper Lig

#### Girone di andata
| Arbitro: | Sansalan |

|  |           |                                             |
|  | Marcatori | 12’ (rig.), 45+12’ (rig.) Yılmaz 16’ Elmalı |

| Arbitro: | Ergün |

|                                          |           |  |
| Yılmaz 10’ Kuruçuk 74’ (aut.) Icardi 87’ | Marcatori |  |

| Kayseri 24 agosto 2025, ore 21:30 UTC+2 3ª giornata | Kayserispor | – referto | Galatasaray | Stadio Kadir Has |

| Istanbul 30 agosto 2025, ore 21:30 UTC+2 4ª giornata | Galatasaray | – referto | Çaykur Rizespor | Stadio Ali Sami Yen |

| Istanbul 5ª giornata | Eyüpspor | – referto | Galatasaray | Stadio Recep Tayyip Erdoğan |

| Istanbul 6ª giornata | Galatasaray | – referto | Konyaspor | Stadio Ali Sami Yen |

| Alanya 7ª giornata | Alanyaspor | – referto | Galatasaray | Stadio Alanya Oba |

| Istanbul 8ª giornata | Galatasaray | – referto | Beşiktaş | Stadio Ali Sami Yen |

| Istanbul 9ª giornata | İstanbul Başakşehir | – referto | Galatasaray | Stadio Başakşehir Fatih Terim |

| Istanbul 10ª giornata | Galatasaray | – referto | Göztepe | Stadio Ali Sami Yen |

| Istanbul 11ª giornata | Galatasaray | – referto | Trabzonspor | Stadio Ali Sami Yen |

| Izmit 12ª giornata | Kocaelispor | – referto | Galatasaray | Stadio di Kocaeli |

| Istanbul 13ª giornata | Galatasaray | – referto | Gençlerbirliği | Stadio Ali Sami Yen |

| Istanbul 14ª giornata | Fenerbahçe | – referto | Galatasaray | Stadio Şükrü Saraçoğlu |

| Istanbul 15ª giornata | Galatasaray | – referto | Samsunspor | Stadio Ali Sami Yen |

| Adalia 16ª giornata | Antalyaspor | – referto | Galatasaray | Antalya Arena |

| Istanbul 17ª giornata | Galatasaray | – referto | Kasımpaşa | Stadio Ali Sami Yen |

#### Girone di ritorno
| Istanbul 18ª giornata | Galatasaray | – referto | Gaziantep | Stadio Ali Sami Yen |

| Istanbul 19ª giornata | Fatih Karagümrük | – referto | Galatasaray | Stadio olimpico Atatürk |

| Istanbul 20ª giornata | Galatasaray | – referto | Kayserispor | Stadio Ali Sami Yen |

| Rize 21ª giornata | Çaykur Rizespor | – referto | Galatasaray | Stadio Çaykur Didi |

| Istanbul 22ª giornata | Galatasaray | – referto | Eyüpspor | Stadio Ali Sami Yen |

| Konya 23ª giornata | Konyaspor | – referto | Galatasaray | Stadio municipale metropolitano |

| Istanbul 24ª giornata | Galatasaray | – referto | Alanyaspor | Stadio Ali Sami Yen |

| Istanbul 25ª giornata | Beşiktaş | – referto | Galatasaray | Beşiktaş Park |

| Istanbul 26ª giornata | Galatasaray | – referto | İstanbul Başakşehir | Stadio Ali Sami Yen |

| Smirne 27ª giornata | Göztepe | – referto | Galatasaray | Stadio Gürsel Aksel |

| Trebisonda 28ª giornata | Trabzonspor | – referto | Galatasaray | Stadio Şenol Güneş |

| Istanbul 29ª giornata | Galatasaray | – referto | Kocaelispor | Stadio Ali Sami Yen |

| Ankara 30ª giornata | Gençlerbirliği | – referto | Galatasaray | Stadio Eryaman |

| Istanbul 31ª giornata | Galatasaray | – referto | Fenerbahçe | Stadio Ali Sami Yen |

| Samsun 32ª giornata | Samsunspor | – referto | Galatasaray | Stadio Samsun 19 maggio |

| Istanbul 33ª giornata | Galatasaray | – referto | Antalyaspor | Stadio Ali Sami Yen |

| Istanbul 34ª giornata | Kasımpaşa | – referto | Galatasaray | Stadio Recep Tayyip Erdoğan |

### Supercoppa di Turchia
| gennaio 2026, ore --:-- UTC+3 Semifinali | Galatasaray | – | Samsunspor |  |

## Statistiche

### Statistiche di squadra
| Competizione          | Punti | In casa | In casa | In casa | In casa | In casa | In casa | In trasferta | In trasferta | In trasferta | In trasferta | In trasferta | In trasferta | In campo neutro | In campo neutro | In campo neutro | In campo neutro | In campo neutro | In campo neutro | Totale | Totale | Totale | Totale | Totale | Totale | DR |
| Competizione          | Punti | G       | V       | N       | P       | Gf      | Gs      | G            | V            | N            | P            | Gf           | Gs           | G               | V               | N               | P               | Gf              | Gs              | G      | V      | N      | P      | Gf     | Gs     | DR |
| --------------------- | ----- | ------- | ------- | ------- | ------- | ------- | ------- | ------------ | ------------ | ------------ | ------------ | ------------ | ------------ | --------------- | --------------- | --------------- | --------------- | --------------- | --------------- | ------ | ------ | ------ | ------ | ------ | ------ | -- |
| Süper Lig             | 6     | 1       | 1       | 0       | 0       | 3       | 0       | 1            | 1            | 0            | 0            | 3            | 0            | -               | -               | -               | -               | -               | -               | 2      | 2      | 0      | 0      | 6      | 0      | +6 |
| Coppa di Turchia      | -     |         |         |         |         |         |         |              |              |              |              |              |              | -               | -               | -               | -               | -               | -               |        |        |        |        |        |        |    |
| Supercoppa di Turchia | -     |         |         |         |         |         |         |              |              |              |              |              |              | -               | -               | -               | -               | -               | -               |        |        |        |        |        |        |    |
| Champions League      | -     |         |         |         |         |         |         |              |              |              |              |              |              | -               | -               | -               | -               | -               | -               |        |        |        |        |        |        |    |
| Totale                | 3     | 1       | 1       | 0       | 0       | 3       | 0       | 1            | 1            | 0            | 0            | 3            | 0            | -               | -               | -               | -               | -               | -               | 2      | 2      | 0      | 0      | 6      | 0      | +6 |

### Andamento in campionato
| Giornata  | 1 | 2 | 3 | 4 | 5 | 6 | 7 | 8 | 9 | 10 | 11 | 12 | 13 | 14 | 15 | 16 | 17 | 18 | 19 | 20 | 21 | 22 | 23 | 24 | 25 | 26 | 27 | 28 | 29 | 30 | 31 | 32 | 33 | 34 |
| --------- | - | - | - | - | - | - | - | - | - | -- | -- | -- | -- | -- | -- | -- | -- | -- | -- | -- | -- | -- | -- | -- | -- | -- | -- | -- | -- | -- | -- | -- | -- | -- |
| Luogo     | T | C | T | C | T | C | T | C | T | C  | C  | T  | C  | T  | C  | T  | C  | C  | T  | C  | T  | C  | T  | C  | T  | C  | T  | T  | C  | T  | C  | T  | C  | T  |
| Risultato | V | V |   |   |   |   |   |   |   |    |    |    |    |    |    |    |    |    |    |    |    |    |    |    |    |    |    |    |    |    |    |    |    |    |
| Posizione | 1 | 1 |   |   |   |   |   |   |   |    |    |    |    |    |    |    |    |    |    |    |    |    |    |    |    |    |    |    |    |    |    |    |    |    |

Legenda:

Luogo: C = Casa; T = Trasferta. Risultato: V = Vittoria; N = Pareggio; P = Sconfitta.

### Statistiche dei giocatori
| Giocatore    | Süper Lig | Süper Lig | Süper Lig   | Süper Lig  | Türkiye Kupası | Türkiye Kupası | Türkiye Kupası | Türkiye Kupası | Türkiye Süper Kupası | Türkiye Süper Kupası | Türkiye Süper Kupası | Türkiye Süper Kupası | Champions League | Champions League | Champions League | Champions League | Totale   | Totale | Totale      | Totale     |
| Giocatore    | Presenze  | Reti      | Ammonizioni | Espulsioni | Presenze       | Reti           | Ammonizioni    | Espulsioni     | Presenze             | Reti                 | Ammonizioni          | Espulsioni           | Presenze         | Reti             | Ammonizioni      | Espulsioni       | Presenze | Reti   | Ammonizioni | Espulsioni |
| ------------ | --------- | --------- | ----------- | ---------- | -------------- | -------------- | -------------- | -------------- | -------------------- | -------------------- | -------------------- | -------------------- | ---------------- | ---------------- | ---------------- | ---------------- | -------- | ------ | ----------- | ---------- |
| Y. Akgün     | 2         | 0         | 1           | 0          | 0              | 0              | 0              | 0              | 0                    | 0                    | 0                    | 0                    | 0                | 0                | 0                | 0                | 2        | 0      | 1           | 0          |
| K. Ayhan     | 2         | 0         | 0           | 0          | 0              | 0              | 0              | 0              | 0                    | 0                    | 0                    | 0                    | 0                | 0                | 0                | 0                | 2        | 0      | 0           | 0          |
| E. Aydın     | 0         | 0         | 0           | 0          | 0              | 0              | 0              | 0              | 0                    | 0                    | 0                    | 0                    | 0                | 0                | 0                | 0                | 0        | 0      | 0           | 0          |
| M. Baltacı   | 0         | 0         | 0           | 0          | 0              | 0              | 0              | 0              | 0                    | 0                    | 0                    | 0                    | 0                | 0                | 0                | 0                | 0        | 0      | 0           | 0          |
| A. Bardakcı  | 2         | 0         | 1           | 0          | 0              | 0              | 0              | 0              | 0                    | 0                    | 0                    | 0                    | 0                | 0                | 0                | 0                | 2        | 0      | 1           | 0          |
| C. Cuesta    | 0         | 0         | 0           | 0          | 0              | 0              | 0              | 0              | 0                    | 0                    | 0                    | 0                    | 0                | 0                | 0                | 0                | 0        | 0      | 0           | 0          |
| Y. Demir     | 0         | 0         | 0           | 0          | 0              | 0              | 0              | 0              | 0                    | 0                    | 0                    | 0                    | 0                | 0                | 0                | 0                | 0        | 0      | 0           | 0          |
| E. Elmalı    | 2         | 1         | 0           | 0          | 0              | 0              | 0              | 0              | 0                    | 0                    | 0                    | 0                    | 0                | 0                | 0                | 0                | 2        | 1      | 0           | 0          |
| G. Gürpüz    | 0         | 0         | 0           | 0          | 0              | 0              | 0              | 0              | 0                    | 0                    | 0                    | 0                    | 0                | 0                | 0                | 0                | 0        | 0      | 0           | 0          |
| G. Güvenç    | 2         | 0         | 0           | 0          | 0              | 0              | 0              | 0              | 0                    | 0                    | 0                    | 0                    | 0                | 0                | 0                | 0                | 2        | 0      | 0           | 0          |
| M. Icardi    | 1         | 1         | 0           | 0          | 0              | 0              | 0              | 0              | 0                    | 0                    | 0                    | 0                    | 0                | 0                | 0                | 0                | 1        | 1      | 0           | 0          |
| I. Jakobs    | 2         | 0         | 0           | 0          | 0              | 0              | 0              | 0              | 0                    | 0                    | 0                    | 0                    | 0                | 0                | 0                | 0                | 2        | 0      | 0           | 0          |
| E. Jelert    | 0         | 0         | 0           | 0          | 0              | 0              | 0              | 0              | 0                    | 0                    | 0                    | 0                    | 0                | 0                | 0                | 0                | 0        | 0      | 0           | 0          |
| D. Köhn      | 0         | 0         | 0           | 0          | 0              | 0              | 0              | 0              | 0                    | 0                    | 0                    | 0                    | 0                | 0                | 0                | 0                | 0        | 0      | 0           | 0          |
| B. Kutlu     | 1         | 0         | 0           | 0          | 0              | 0              | 0              | 0              | 0                    | 0                    | 0                    | 0                    | 0                | 0                | 0                | 0                | 1        | 0      | 0           | 0          |
| A. Kutucu    | 0         | 0         | 0           | 0          | 0              | 0              | 0              | 0              | 0                    | 0                    | 0                    | 0                    | 0                | 0                | 0                | 0                | 0        | 0      | 0           | 0          |
| M. Lemina    | 2         | 0         | 1           | 0          | 0              | 0              | 0              | 0              | 0                    | 0                    | 0                    | 0                    | 0                | 0                | 0                | 0                | 2        | 0      | 1           | 0          |
| Á. Morata    | 0         | 0         | 0           | 0          | 0              | 0              | 0              | 0              | 0                    | 0                    | 0                    | 0                    | 0                | 0                | 0                | 0                | 0        | 0      | 0           | 0          |
| V. Nelsson   | 0         | 0         | 0           | 0          | 0              | 0              | 0              | 0              | 0                    | 0                    | 0                    | 0                    | 0                | 0                | 0                | 0                | 0        | 0      | 0           | 0          |
| V. Osimhen   | 1         | 0         | 0           | 0          | 0              | 0              | 0              | 0              | 0                    | 0                    | 0                    | 0                    | 0                | 0                | 0                | 0                | 1        | 0      | 0           | 0          |
| R. Sallai    | 2         | 0         | 0           | 0          | 0              | 0              | 0              | 0              | 0                    | 0                    | 0                    | 0                    | 0                | 0                | 0                | 0                | 2        | 0      | 0           | 0          |
| D. Sanchez   | 2         | 0         | 1           | 0          | 0              | 0              | 0              | 0              | 0                    | 0                    | 0                    | 0                    | 0                | 0                | 0                | 0                | 2        | 0      | 1           | 0          |
| L. Sané      | 2         | 0         | 0           | 0          | 0              | 0              | 0              | 0              | 0                    | 0                    | 0                    | 0                    | 0                | 0                | 0                | 0                | 2        | 0      | 0           | 0          |
| G. Sara      | 2         | 0         | 0           | 0          | 0              | 0              | 0              | 0              | 0                    | 0                    | 0                    | 0                    | 0                | 0                | 0                | 0                | 2        | 0      | 0           | 0          |
| L. Torreira  | 2         | 0         | 1           | 0          | 0              | 0              | 0              | 0              | 0                    | 0                    | 0                    | 0                    | 0                | 0                | 0                | 0                | 2        | 0      | 1           | 0          |
| A. Ünyay     | 1         | 0         | 0           | 0          | 0              | 0              | 0              | 0              | 0                    | 0                    | 0                    | 0                    | 0                | 0                | 0                | 0                | 1        | 0      | 0           | 0          |
| B. A. Yılmaz | 2         | 3         | 0           | 0          | 0              | 0              | 0              | 0              | 0                    | 0                    | 0                    | 0                    | 0                | 0                | 0                | 0                | 2        | 3      | 0           | 0          |
| N. Zaniolo   | 2         | 0         | 0           | 0          | 0              | 0              | 0              | 0              | 0                    | 0                    | 0                    | 0                    | 0                | 0                | 0                | 0                | 2        | 0      | 0           | 0          |